# Køge Handelsskole
Køge Handelsskole er en uddannelsesinstitution beliggende i Køge, der udbyder ungdomsuddannelser samt kurser og efteruddannelse til voksne. Skolen er grundlagt i 1897. Den havde i 2023 omkring 1.400 årselever og 200 ansatte.

## Uddannelser
Der udbydes følgende uddannelser på Køge Handelsskole:
- Merkantil studentereksamen/handelsstudent (hhx)
- EUD Business
- EUX Business
- Kurser og efteruddannelse til voksne, herunder ordblindeundervisning (OBU) og forberedende voksenundervisning (FVU)

## Beliggenhed
Køge Handelsskole har adresse på Uddannelsesvej 20, 4600 Køge og er beliggende i Campus Køge.